# Sioux Falls Skyforce 2016-2017
La stagione 2016-17 dei Sioux Falls Skyforce fu l'11ª nella NBA D-League per la franchigia.
I Sioux Falls Skyforce arrivarono terzi nella Southwest Division con un record di 29-21, non qualificandosi per i play-off.

## Roster
| N° | Naz.                       | Ruolo | Sportivo            | Anno | Alt. | Peso |
| -- | -------------------------- | ----- | ------------------- | ---- | ---- | ---- |
| 0  | Stati Uniti (bandiera)     | G     | Patrick Miller      | 1992 | 185  | 91   |
| 0  | Stati Uniti (bandiera)     | A     | Greg Whittington    | 1993 | 203  | 96   |
| 1  | Rep. Dominicana (bandiera) | G     | Luis Montero        | 1993 | 201  | 86   |
| 2  | Nigeria (bandiera)         | GA    | Ike Nwamu           | 1993 | 196  | 95   |
| 3  | Canada (bandiera)          | A     | Stefan Janković     | 1993 | 211  | 107  |
| 4  | Stati Uniti (bandiera)     | G     | Larry Drew          | 1990 | 188  | 82   |
| 4  | Spagna (bandiera)          | A     | Juancho Hernangómez | 1995 | 206  | 104  |
| 5  | Stati Uniti (bandiera)     | AC    | Keith Benson        | 1988 | 211  | 104  |
| 6  | Stati Uniti (bandiera)     | GA    | Henry Walker        | 1987 | 198  | 100  |
| 7  | Stati Uniti (bandiera)     | G     | Patrick Miller      | 1992 | 185  | 91   |
| 8  | Stati Uniti (bandiera)     | G     | Bubu Palo           | 1991 | 185  | 79   |
| 9  | Stati Uniti (bandiera)     | G     | Stephen Croone      | 1994 | 183  | 82   |
| 10 | Stati Uniti (bandiera)     | G     | Larry Drew          | 1990 | 188  | 82   |
| 10 | Stati Uniti (bandiera)     | A     | Okaro White         | 1992 | 203  | 98   |
| 11 | Stati Uniti (bandiera)     | G     | Brianté Weber       | 1992 | 188  | 75   |
| 13 | Stati Uniti (bandiera)     | G     | Markeith Cummings   | 1988 | 198  | 109  |
| 14 | Stati Uniti (bandiera)     | G     | Marcus Posley       | 1994 | 185  | 91   |
| 17 | Stati Uniti (bandiera)     | G     | Malik Beasley       | 1996 | 196  | 89   |
| 17 | Stati Uniti (bandiera)     | G     | Jabril Trawick      | 1992 | 196  | 95   |
| 20 | Stati Uniti (bandiera)     | G     | Markeith Cummings   | 1988 | 198  | 109  |
| 20 | Francia (bandiera)         |       | Johan Petro         | 1986 | 213  | 112  |
| 21 | Giamaica (bandiera)        | C     | Vashil Fernandez    | 1992 | 208  | 118  |
| 23 | Stati Uniti (bandiera)     | G     | Jabril Trawick      | 1992 | 196  | 95   |
| 32 | Stati Uniti (bandiera)     | A     | Kadeem Jack         | 1992 | 206  | 107  |
| 32 | Stati Uniti (bandiera)     | G     | Eric Weary          | 1993 | 196  | 95   |

## Staff tecnico
- Allenatore: Nevada Smith
- Vice-allenatori: Anthony Carter, Kasib Powell